# Peter Friedrich Engstfeld
Peter Friedrich Engstfeld (* 6. Juni 1793 in Heiligenhaus; † 4. Oktober 1848 in Duisburg) war ein deutscher Organist und Kirchenlieddichter.

## Leben
Engstfeld war der Sohn eines Kupferstechers. Schon während seiner Schulzeit ging er bei seinem Vater in die Lehre. Dadurch war Engstfeld in der Lage, nach seinem Schulabschluss Assistent an der lutherischen Pfarrschule in Elberfeld zu werden.
Mit 18 Jahren wurde er dann 1811 als Lehrer an die lutherische Schule in Duisburg berufen. Dort betraute man ihm später mit dem Amt des Organisten der Salvatorkirche. Diese Ämter hatte er bis an sein Lebensende inne.
Im Alter von 55 Jahren starb Peter Friedrich Engstfeld am 4. Oktober 1848 in Duisburg.
Um Emil Krummacher, den Pastor der Salvatorkirche in Duisburg zu zitieren: ... trotz mancher Mängel und Unbeholfenheit in der Form und Ausdrucksweise sind Engstfelds Lieder wahre Edelsteine des geistlichen Liedes seiner Zeit ....

## Werke
- Zeugnisse aus dem verborgenen Leben oder Lebens- und Glaubenserfahrungen eines Ungenannten in Gesängen. 89 Lieder., Bädeker, Essen 1840. Digitalisat

| Personendaten    | Personendaten                             |
| ---------------- | ----------------------------------------- |
| NAME             | Engstfeld, Peter Friedrich                |
| KURZBESCHREIBUNG | deutscher Organist und Kirchenlieddichter |
| GEBURTSDATUM     | 6. Juni 1793                              |
| GEBURTSORT       | Heiligenhaus                              |
| STERBEDATUM      | 4. Oktober 1848                           |
| STERBEORT        | Duisburg                                  |